# 那珂遺跡群
那珂遺跡群（なかいせきぐん）は、福岡県福岡市博多区に所在する旧石器時代から中世にかけての複合遺跡（遺跡群）。このうち、那珂八幡古墳と那珂遺跡（縄文時代晩期末から弥生時代早期の環濠集落）が福岡市指定史跡に指定されている。北西側に隣接する比恵遺跡群とは一体の遺跡であることから比恵・那珂遺跡群と総称される。

## 概要
福岡平野のほぼ中心部、東西を那珂川と御笠川に挟まれた標高約10メートルの洪積台地上に分布する。比恵・那珂両遺跡群を併せた遺跡範囲は南北2キロメートルにおよぶ。なお那珂遺跡群の南側に隣接する五十川遺跡と、比恵遺跡群東側に隣接する山王遺跡も一体の遺跡と考えられている。
南東側約1.5キロメートルには最初期の水田稲作集落と環濠集落である板付遺跡、南側約3.0キロメートルには『魏志倭人伝』に登場する奴国の中心部と推定されている須玖遺跡群・須玖岡本遺跡などがある。
那珂遺跡群の考古学的な調査は、1970～71年（昭和45～46年）の森貞次郎らによる那珂八幡古墳（福岡市指定史跡）の発掘調査に始まり、調査回数は2022年（令和4年）3月時点で178次を数える。遺跡群内では、弥生時代の環濠集落のほか、古墳時代の那珂八幡古墳や東光寺剣塚古墳、古代の那珂郡衙と見られる官衙跡、さらに中世にいたる各種の遺構が検出されている。

## 遺跡の呼称
当遺跡（群）の発掘調査報告書等では、周知の埋蔵文化財包蔵地範囲全域を「那珂遺跡」と呼称するものと「那珂遺跡群」と呼称するものがあり、呼称の定義には資料によってバラつきが見られるが、福岡市のWeb公開する遺跡地図情報では、「那珂遺跡」として表示されるのは2重環濠が検出された市の史跡指定範囲（第34次調査地点の一部）に限られ、周辺を含めた遺跡範囲は「那珂遺跡群」と表示される。したがって、現状で「那珂遺跡」という呼称は、2重環濠検出地の史跡指定名称であり、遺跡全体としての呼称は「那珂遺跡群」となっている。

## 時代変遷

### 旧石器時代
旧石器時代の黒曜石製の打製石器が出土しており、既に丘陵上が人類の活動領域になっていたことが示されている。

### 弥生時代
縄文時代の遺構や遺物は殆ど発見されていない。弥生時代早期（縄文時代晩期末葉）に台地端部の数カ所に集落が形成され始め、遺跡の南端では板付遺跡などを一時期遡る日本最古級（縄文時代晩期末-弥生時代初期、紀元前5-4世紀頃）の環濠集落が見つかっている。正円に近い二重の環濠が居住区を囲んでいる。環濠の外径は約140～160メートルで、外側の濠は幅5-6メートル、深さ2メートル程である。
前期以降、次第に集落の規模を拡大する。朝鮮半島産の鋳造鉄斧が出土しており、舶載の鋳造鉄器の破片を整形研磨して鉄器を再生産していたと考えられている。
吉野ヶ里遺跡、九州大学筑紫キャンパス内遺跡に次いで3例目となる巴形銅器の鋳型が出土している。鋳型に彫られた巴形銅器は、江戸時代に福岡藩の学者青柳種信が、現在の糸島市井原で出土したと記録した巴形銅器に酷似しており、奴国と伊都国の関係が示唆される。
弥生時代中期（紀元前4世紀末～1世紀中頃）には福岡平野の拠点集落の一つに成長する。

### 古墳時代
撥型の前方部、三角縁神獣鏡の出土など、初期古墳の特徴を持つ那珂八幡古墳をはじめ、東光寺剣塚古墳、剣塚北古墳などの前方後円墳が築造される。古墳時代初期以降、丘陵上に大規模な集落が存在したとみられている。
2007年（平成15年）3月、3世紀頃とみられる幅7メートルの道路が100メートルにわたって確認された。道の両側には幅70センチメートル、深さ60センチメートルの溝が設けられ、比恵遺跡群ほか10数か所でも同様の遺構が確認されており、約1.5キロメートルの直線道路の整備が行われていたとみられる。
2017年（平成25年）には3世紀後半のものとみられる石製の硯とみられるものが発見された。

### 古代
遺跡各地で瓦が出土し、竹下駅東側を中心に柵列や規則正しく並んだ掘立柱建物が検出されていることから、那珂郡の役所があったと考えられる。

### 中世
井戸や屋敷など、一般村落の遺構が中心となる。室町時代後期になると濠を巡らせた屋敷が多くなり、戦乱に対応した防御的性格を帯びたことが分かっている。